# 勞拉·弗林·博伊爾
勞拉·弗林·博伊爾（英語：Lara Flynn Boyle，1970年3月24日—），美國女演員，於1990年在電視劇《雙峰》中飾演唐娜·海沃德一角最為聞名。於1997至2003年間，曾於ABC電視劇《法網豪情》中飾演助理地方檢察官海倫·甘布爾，並穫提名黃金時段艾美獎劇情類劇集最佳女配角。

## 外部連結
- 勞拉·弗林·博伊爾在互联网电影资料库（IMDb）上的資料（英文）
- 在AllMovie上勞拉·弗林·博伊爾的頁面（英文）